# Hyperaspis troglodytes
Hyperaspis troglodytes är en skalbaggsart som beskrevs av Étienne Mulsant 1853. Hyperaspis troglodytes ingår i släktet Hyperaspis och familjen nyckelpigor. Inga underarter finns listade i Catalogue of Life.